# Блестящие чирки
Блестящие чирки, или карликовые гуси, или малые гуси (лат. Nettapus), — род водоплавающих птиц из семейства утиных (Anatidae).

## Описание
Самые маленькие представители семейства утиных. С гусями, несмотря на название, сходство весьма небольшое: только из-за маленькой головы и короткому высокому клюву на относительно длинной шее. Половой диморфизм выражен — самцы окрашены ярче, есть различия в рисунке головы и шеи. Гнездо устраивают в норах или дуплах. О потомстве заботится только самка.
Обитают в тропических регионах Австралии, Азии и Африки. 

## Классификация
По данным базы Международного союза орнитологов в составе рода Nettapus выделяют 3 вида:
- Nettapus pulchellus — Австралийский блестящий чирок[1], или зелёный блестящий чирок[3], или австралийский малый гусь[3]
- Nettapus coromandelianus — Хлопковый блестящий чирок, или гирья, или индийский малый гусь
- Nettapus auritus — Африканский блестящий чирок, или африканский малый гусь